# 마사 마츠모토
마사 마츠모토(Masa Matsumoto, 1909년 11월 29일~2024년 7월 9일)는 일본의 초백세인이다.